# Zaurokton
Zaurokton (Sauroctonus) − rodzaj wymarłego terapsyda należącego do podrzędu gorgonopsów.

## Systematyka
Choć zamieszkiwał rejony Sokolki w Federacji Rosyjskiej wspólnie z Inostrancevia, zaurokton wydaje się bliżej spokrewniony z pochodzącym z południa Afryki Scylacops, niż z rodziną Inostranceviidae.
Gatunek typowy to Sauroctonus progressus. Obejmujący prawie kompletną czaszkę, a także przednią część szkieletu pozaczaszkowego lektotyp tego gatunku z Tatarstanu oznacza się jako PIN 165,5.
W 1938 Weinberg opisał gatunek jako Arctognathus progressus, jednak trzy lata później Efremov przeniósł go do rodzaju Inostrancevia. Minęło 14 lat, nim Bystrov umieścił gatunek w rodzaju Sauroctonus. W tym samym roku Efremov i V'yushkov powtórnie uwzględnili go w publikacji, podobnie jak Kalandadze i współpracownicy w 1968, Tatarinov, autor najdokładniejszego opisu, w 1974 czy Sigogneau-Russel w 1989.
Kolejny gatunek opisano na podstawie dobrze zachowanego okazu GPIT/RE/7113 wchodzącego w skład zbiorów Institut für Geowissenschaften w Tübingen, który jednak początkowo zaliczono do rodzaju Scymnognathus. Dokonał tego w 1950 von Huene. 20 lat później Sigogneau wyraził odmienny pogląd, klasyfikując znalezisko jako Aelurognathus? parringtoni. Współczesne publikacje, jak dysertacja Evy Gebauer, umieszczają go w rodzaju Sauroctonus, kierując się między innymi budową czaszki.

## Budowa

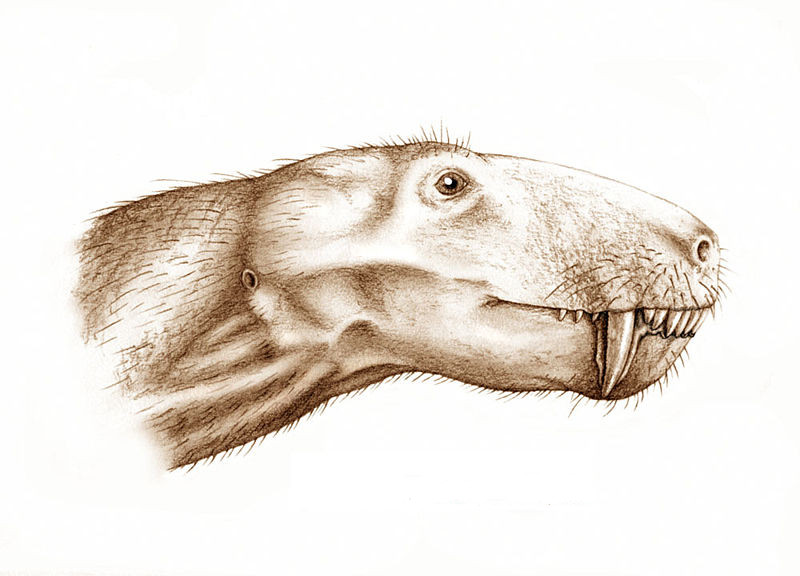
Rekonstrukcja głowy Sauroctonus peerringtoni

Zaurokton przypominał afrykańskiego Scylacops. Był średniej wielkości przedstawicielem swej podrodziny.

### Sauroctonus progressus
Czaszka, zwężona w części tylnej, o niewielkich wymiarach pomiędzy oczodołami, jak i pomiędzy kośćmi skroniowymi, co czyniło węższą, niż w przypadku innych Gorgonopsinae, charakteryzowała się niewielkimi oczodołami. Łuki podoczodołowe i jarzmowe określa się jako wysmukłe. Wyrostek skrzydłowaty kości klinowej w częściach poprzecznych zaopatrzony w zęby. Szczęka poza kłami nosi jeszcze od 4 do 6 zębów.

### Sauroctonus parringtoni
GPIT/RE/7113, oznaczany wcześniej jako IGP U 28), należy do najbardziej kompletnych szkieletów gorgonopsów.
Prawie kompletna czaszka, nieco zmiażdżona bocznie, liczy sobie 25 cm długości, z czego 13,5 przypada na pysk, szeroki na 4,5 cm (zmierzono odległość między kłami), a wysoki na 7 cm.

## Występowanie
Sauroctonus progressus pochodzi z Semin Ravin z Tetiyshi, zalicza się do fauny Sokolki. Leżą one nieopodal Kotłasu nad Dwiną (w rejonie kotłaskim obwodu archangielskiego Federacji Rosyjskiej). W czasie późnego lopingu (późny perm) występował również w Tatarstanie, gdzie w rejonie tietiuskim, w Iliinskoe znaleziono lektotypową czaszkę.

## Ekologia
Fauna Sokolki, należąca do Lower Vyatskian Gorizont, obejmuje głównie parejazaury, do których zaliczał się największy roślinożerca tej fauny, Scutosaurus karpinskii Leo, 1994 (wyróżniany niegdyś drugi gatunek tego rodzaju Scutosaurus tuberculatus Ivakhnenko, 1987 okazał się być jego młodszym synonimem); anomodonty, do których zalicza się roślinożerny Dicynodon trautscholdi King, 19898, i gorgonopsy, grupa obejmująca zauroktona. Wśród nich wymienia się także Inostrancevia latifrons, a także Inostrancevia alexandrii, stanowiące największe zwierzęta mięsożerne fauny Sokolki, a także mniejsza od nich Pravoslavleria parva. Żyły tak też inne teriodonty, jak terocefal Annatherapsidus petri czy cynodon Dvinia prima Tatarinov, 1968, bazalna przedstawicielka swej grupy. Również liczne, choć rzadsze, były Chroniosuchidae i Seymouriamorpha (Kotlassia czy Karpinskiosaurus). Ponadto zalicza się tutaj temnospondyl Dvinosaurus. Znaleziono też szczątki zwierząt z grupy Parareptilia.